# Ni te cases ni te embarques (película de 2008)
Ni te cases ni te embarques es una película cómica colombiana de 2008 dirigida por Ricardo Coral con guion de Dago García, protagonizada por Víctor Hugo Cabrera, Andrea Nocetti, Juliana Botero, Ramsés Ramos y Nicolás Rincón.

## Sinopsis
Rubén le tiene un terrible pánico al matrimonio y al compromiso. El problema es que su novia, Isabel, está loca por casarse con él. En medio de este embrollo aparece Marcia, una joven de quince años que llega desde París asegurando que es la hija de Rubén. Consternada por la noticia Isabel lo abandona. Ahora Rubén deberá tratar de reconquistarla y recapacitar sobre su opinión sobre el matrimonio.

## Reparto principal
- Víctor Hugo Cabrera - Rubén
- Andrea Nocetti - Isabel
- Juliana Botero - Marcia
- Ramsés Ramos - Kakalo
- Nicolás Rincón - Óscar
- Luz Estela Luengas - Alicia